# Idães
Idães ist eine Gemeinde (Freguesia) im portugiesischen Kreis Felgueiras. In ihr leben 2550 Einwohner (Stand 19. April 2021).